# Johannes Ortner
Pour les articles homonymes, voir Ortner.
Johannes Ortner est un ancien pilote automobile de courses de côte, de rallyes, et sur circuits autrichien.

## Biographie
Sa carrière en sports mécaniques s'étale sur une dizaine d'années de 1961 à 1971, et de 1963 à 1971 il participe à de nombreuses compétitions européennes de la montagne, sur Steyr-Puch puis surtout sur Fiat-Abarth (1000, 2000, 3000) à compter de 1967, ses saisons les plus accomplies se déroulant en fin de carrière entre 1969 et 1971.
Il participe aux 24 Heures du Mans en 1969 sur une Abarth-Osella 2000SP (abandon).

## Palmarès

### Titres
- Double Champion d'Europe de la montagne en catégorie Sports Car, en 1970 et 1971 sur Abarth 3000 (Gr.5);

### Victoires notables en championnat d'Europe de la montagne
- Course de côte du Mont Ventoux: 1970 sur Abarth 3000;
- Dobratsch: 1970 et 1971;
- Rossfeld: 1971;
- Cesana Sestrières: 1971;

### Victoires notables en rallyes
- Rallye autrichien des Alpes: 1961 et 1962 en classe Touring (Tourisme), puis 1965 en classe Grand Tourisme;

### Victoires notables sur circuits
- Coupes du salon (autodrome de Linas-Montlhéry, Abarth 2000): 1966;
- Coupes de vitesse de l'U.S.A. (Autodrome de Linas-Montlhéry, Fiat-Abarth): 1967.